# كيفن هاستينغز
كيفن هاستينغز (بالإنجليزية: Kevin Hastings)‏ هو لاعب دوري الرغبي أسترالي، ولد في 5 يناير 1957 في سري هيلز ‏ في أستراليا.